# Venarni

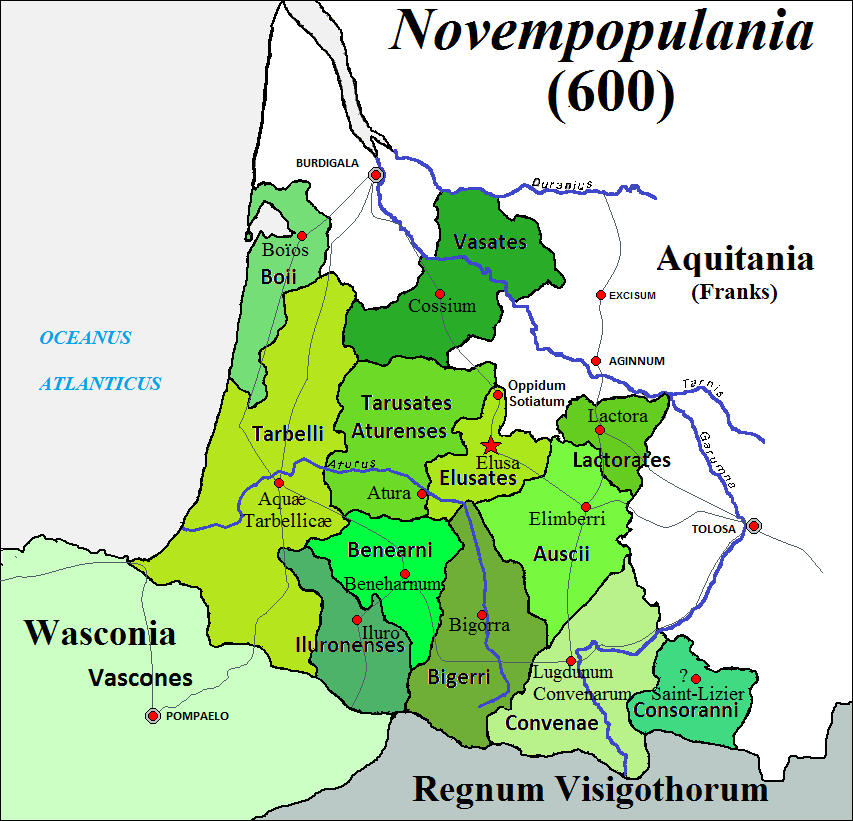
Mapa de la Novempopulanie.

Los Venarni (en latín Beneharnensis) eran un pueblo protohistórico y del Edad Antigua. Los Venarni ocupaban un territorio correspondiente al actual Bearne, en los Pirineos occidentales y cerca del Océano Atlántico.

## Historia
Según Paul-Marie Duval, el nombre antiguo de los Venarni, es el de Venami que da Plinio en su lista de los pueblos de Aquitania (Historia natural, IV, 108-109).
Según Piedra de Marca, el nombre Venarni es una transcripción errónea de Venami.
Los Venarni eran un pueblo aquitano (protovasco) que dio su nombre a la antigua ciudad de Beneharnum, la actual Lescar situada a siete kilómetros al oeste de Pau. Esta ciudad de Beneharnum dejó su nombre a la provincia de Bearne.
Su territorio estaba ubicado sobre la travesía de Pirineo que permiten alcanzar Caesaraugusta y la provincia Tarraconense.
Los Venarni tenían para vecinos los Ilourais al oeste, los Tarusates al norte y los Bigerriones al este.